# Parthenolecanium perlatum
Parthenolecanium perlatum är en insektsart som först beskrevs av Cockerell 1898.  Parthenolecanium perlatum ingår i släktet Parthenolecanium och familjen skålsköldlöss. Inga underarter finns listade i Catalogue of Life.